# Byron Morrow
Byron Morrow (* 8. September 1911 in Chicago, Illinois; † 11. Mai 2006 in Woodland Hills, Los Angeles) war ein US-amerikanischer Schauspieler.

## Leben
Morrow übte nach dem Schulabschluss zunächst verschiedene Tätigkeiten aus. Er arbeitete als Modell, Puppenspieler, Radiomoderator und für kurze Zeit auch halbprofessionell im mittleren Westen Basketball, wobei er unter anderem auch gegen die Harlem Globetrotters antrat.
Ende der dreißiger Jahre siedelte er nach Hollywood über, wo er auch während seines Militärdienstes bei der U.S. Army im Zweiten Weltkrieg stationiert blieb.
Nach Kriegsende begann Morrow eine langlebige Schauspielkarriere in Film und Fernsehen, wobei der große, schlanke und Seriosität ausstrahlende Darsteller oft Vertreter von Recht und Ordnung – Polizisten, Richter und Offiziere – verkörperte. In mehr als zwei Dutzend großen Filmproduktionen war er dergestalt in Nebenrollen zu sehen.
Daneben arbeitete er umfangreich für das Fernsehen und gab Gastauftritte in vielen erfolgreichen Serien wie Perry Mason, Polizeibericht, Vegas, Mini-Max und Dallas. Mit Larry Hagman hatte er bereits vor Dallas zusammengearbeitet: In der Serie Bezaubernde Jeannie hatte er die wiederkehrende Rolle eines der Vorgesetzten von der von Hagman verkörperten Figur gespielt.
Morrow, dessen Geburtsjahr lange Zeit in Filmnachschlagewerken mit 1920 angegeben wurde, starb am 11. Mai 2006 im Alter von 95 Jahren in einem Alten- und Pflegeheim für Film- und Fernsehschaffende in kalifornischen Woodland Hills.

## Filmografie (Auswahl)
- 1959: Alle meine Träume (The Best of Everything)
- 1960: Unrasiert und fern der Heimat (Wake Me When It’s Over)
- 1960: Kein Fall für FBI (The Detectives, Fernsehserie, 1 Folge)
- 1960: Machen wir’s in Liebe (Let’s Make Love)
- 1966: Gewehre zum Apachen-Paß (40 Guns to Apache Pass)
- 1971: Johnny zieht in den Krieg (Johnny Got His Gun)
- 1973: Der Clou (The Sting)
- 1973–1978: Barnaby Jones (Fernsehserie, 3 Folgen)
- 1974: Columbo: Meine Tote – Deine Tote (A Friend in Deed)
- 1978: Der Geist von Flug 401 (The Ghost of Flight 401)
- 1983: Der Feuersturm (The Winds of War)
- 1984: Trio mit vier Fäusten (Riptide)
- 1988: Feuersturm und Asche (War and Remembrance, Fernsehserie, 2 Folgen)